# Hebe obovata
Hebe obovata é uma espécie de planta do gênero Hebe.